# Joe Weider
Joe Weider (Montreal, Quebec, 29 de noviembre de 1919-Los Ángeles, California, 23 de marzo de 2013) fue el cofundador de la Federación Internacional de Fisicoculturismo (IFBB) junto con su hermano Ben Weider. También fue el creador de las competiciones de fisicoculturismo de Mr. Olympia y Ms. Olympia.
Antes de fundar la IFBB, Weider publicó la primera edición de la revista Your physique 1939. Catorce años después, en 1953, la revista fue retitulada con el nombre de Muscle builder y más tarde, en 1980, la revista volvió a cambiar el nombre por el de Muscle & Fitness. En 1983 Weider fue nombrado "Editor del Año" por la Asociación de Publicaciones Periódicas y Libros (The Periodical and Book Association).
Weider comenzó su imperio editorial a los 17 años con una inversión de $ 7, después de crear sus propias mancuernas con restos de ejes y rines de automóviles. Años más tarde introdujo una línea de aparatos de ejercicio de alta calidad para el hogar y para gimnasios.
El enfoque holístico de su trabajo fue desarrollado por su estudio del cuerpo humano durante muchos años; sin embargo, aseguraba no ser un innovador, sino un agrupador de elementos exitosos de otros sistemas.

## Los principios de entrenamiento Weider
Al contrario de la creencia popular, Joe Weider no inventó los principios de entrenamiento Weider. Estos principios eran métodos conocidos y probados de entrenamiento. La contribución de Weider fue catalogarlos y darle definición a cada uno de ellos. Al sistematizar estos principios, proporcionó a los culturistas una metodología que de otra forma hubiese llevado tiempo aprender de distintas fuentes. Los principios han aumentado con los años conforme las rutinas de entrenamiento han ido evolucionando. Algunos de estos son:
- Entrenamiento prioritario del músculo - Entrenar primero los músculos menos desarrollados, para poder someterlos al máximo esfuerzo posible. Si se tiene una parte corporal que se quiere mejorar, entrenarla primero, antes de comenzar a fatigarse.[10]

- Piramidal - Cuando se usan series múltiples para un ejercicio, hacer la primera serie con menos peso y más repeticiones, aumentando gradualmente el peso y quitando repeticiones en las siguientes series. Esto permite calentar un grupo muscular de forma gradual, preparándolo para el esfuerzo de cada serie subsiguiente.[10]

- Superseries - Trabajar grupos musculares antagónicos, tomando tan poco tiempo de descanso como sea posible entre series. Alternar series entre músculos que se oponen (tal como bíceps y tríceps o pecho y espalda) aumenta la intensidad en gran medida. Cuando se trabajan dos músculos o grupos musculares, se produce mayor congestión ya que se bombea más sangre a la zona.[10]

- Triseries - Hacer 3 series seguidas para el mismo grupo muscular con el menor descanso posible entre series. Esto agota en gran medida al músculo, por lo tanto esta técnica ha de emplearse en contadas ocasiones, y normalmente se utiliza cuando un culturista está en la fase de entrenamiento pre-concurso. No es lo óptimo para construir músculo.[10]

- Sistema de entrenamiento con series - Consiste simplemente en realizar más de una serie por cada ejercicio. Esto se opone al entrenamiento de alta intensidad (High Intensity Training, HIT), que se centra en realizar una sola serie por ejercicio. Muy a menudo, las dos primeras series no son suficientes para fatigar el músculo.[10]

- Series gigantes - Se hacen de 4 a 6 ejercicios para el mismo grupo muscular con el menor descanso posible entre series. Las series gigantes son para crear un estímulo agudo sobre el grupo muscular y agotar completamente los músculos implicados. Esta técnica ha de utilizarse solo ocasionalmente ya que el cuerpo necesita recuperarse de este nivel de esfuerzo. Este tipo de entrenamiento se usa más para conseguir resistencia muscular y quema de calorías que para ganar tamaño.[10]

- Entrenamiento instintivo - Implica experimentar en los entrenamientos y prestar atención a como el cuerpo reacciona a distintos tipos de entrenamiento. Los fundamentos del entrenamiento culturista son los mismos para todo el mundo, pero todos somos únicos. Cuanto más tiempo llevemos entrenando, más podremos ajustar los entrenamientos de acuerdo a nuestras necesidades. Lleva tiempo desarrollar esto. Cuanto más acostumbrados estemos a algo mejor nos vamos a sentir, pero hay que averiguar que es lo que realmente produce los mejores resultados para nosotros mismos y hacer los ajustes necesarios.[10]

- Series compuestas - Alternar dos ejercicios para el mismo grupo muscular, tomando tan poco tiempo de descanso como sea posible entre cada serie. Cada ejercicio fatiga el músculo implicado de una forma ligeramente diferente, de manera que hacer dos ejercicios seguidos con un pequeño descanso entre los mismos consigue un nivel de estimulación más profundo y una mejor congestión del músculo.[10]

- Series intercaladas - Entrenar partes del cuerpo más pequeñas y de desarrollo lento, como los gemelos y los antebrazos entre las series de los grupos musculares más grandes. Arnold Schwarzenegger se basaba en este principio para desarrollar sus gemelos. Hacía una serie para pecho, espalda y hombros, y seguidamente una serie de elevación de talones mientras sus grupos musculares grandes se recuperaban para la siguiente serie. De esta forma alternaba series del grupo muscular que estaba trabajando con series de gemelos. Sus gemelos tenían tiempo para recuperarse entre las series y al final del entrenamiento los había sometido a unas 15-20 series totales.[10]

- Preagotamiento - Consiste en prefatigar un grupo muscular grande con un ejercicio de aislamiento, de forma que pueda fatigarse después con un movimiento compuesto. Esta técnica fue adoptada por Weider y sus publicaciones del fundador de Nautilus, Arthur Jones, y fue evidenciado por Jones en sus escritos de 1970 en una revista rival a Iron Man. Cuando tienes un ejercicio como el press de banca que no solo trabaja el pecho, sino también grupos musculares más pequeños (tríceps, deltoides), uno de los músculos pequeños puede alcanzar el fallo muscular antes de que el pecho esté completamente agotado. Haciendo una serie de pecho de antemano, puede fatigarse el pecho de forma que en el press de banca sea el pecho el que llegue al fallo muscular, que es lo que se pretende.[10]